# Ricardo Domingos Barbosa Pereira
Ricardo Domingos Barbosa Pereira, más conocido como Ricardo Pereira, (Lisboa, 6 de octubre de 1993) es un futbolista portugués que juega de defensa en el Leicester City de la EFL Championship.

## Trayectoria
Su primer equipo como profesional fue el Vitória de Guimarães con el que debutó el 1 de abril de 2012. Tras marcar seis goles en la Copa de Portugal, dándole el 2-1, y la victoria final a su equipo en la final ante el S. L. Benfica, varios equipos se interesaron por él. Esta Copa supuso la primera en la historia del Guimarães.

### Oporto
En abril de 2013 fichó por el Fútbol Club Oporto, tras una temporada de ensueño en el Guimarães. Comenzó alternando en las dos primeras temporadas el filial con el primer equipo, por lo que en 2015 se marchó cedido al O. G. C. Niza.
Tras dos temporadas cedido en el Niza, regresó al Oporto para convertirse en titular con el club portugués tras su buen rendimiento en el club francés.

### Leicester City
El 19 de mayo de 2018 fichó por el Leicester City.

## Selección nacional
Ricardo fue internacional con la selección de fútbol de Portugal sub-19, sub-20, sub-21 y sub-23, acumulando 12 goles marcados entre todas.
Con la absoluta debutó el 14 de noviembre de 2015 en un amistoso contra la selección de fútbol de Rusia entrando en el campo por Gonçalo Guedes.

### Participaciones en la Copa del Mundo
| Mundial                     | Sede  | Resultado        |
| --------------------------- | ----- | ---------------- |
| Copa Mundial de Fútbol 2018 | Rusia | Octavos de final |

### Partidos por año
Actualizado al último partido disputado el 17 de noviembre de 2019.
| Portugal | Portugal | Portugal |
| Año      | Part.    | Goles    |
| -------- | -------- | -------- |
| 2015     | 2        | 0        |
| 2016     | 0        | 0        |
| 2017     | 1        | 0        |
| 2018     | 2        | 0        |
| 2019     | 2        | 0        |
| Total    | 7        | 0        |

## Estadísticas

### Clubes
Actualizado al último partido disputado el 2 de noviembre de 2024.
| Club                            | Div.          | Temporada     | Liga  | Liga  | Copas nacionales | Copas nacionales | Copas internacionales | Copas internacionales | Total | Total |
| Club                            | Div.          | Temporada     | Part. | Goles | Part.            | Goles            | Part.                 | Goles                 | Part. | Goles |
| ------------------------------- | ------------- | ------------- | ----- | ----- | ---------------- | ---------------- | --------------------- | --------------------- | ----- | ----- |
| Vitória Guimarães Portugal      | 1.ª           | 2011-12       | 3     | 0     | 0                | 0                | —                     | —                     | 3     | 0     |
| Vitória Guimarães Portugal      | 1.ª           | 2012-13       | 27    | 0     | 8                | 6                | —                     | —                     | 35    | 6     |
| Vitória Guimarães Portugal      | Total club    | Total club    | 30    | 0     | 8                | 6                | 0                     | 0                     | 38    | 6     |
| F. C. Porto "B" Portugal        | 2.ª           | 2013-14       | 12    | 1     | —                | —                | —                     | —                     | 12    | 1     |
| F. C. Porto "B" Portugal        | 2.ª           | 2014-15       | 6     | 1     | —                | —                | —                     | —                     | 6     | 1     |
| F. C. Porto "B" Portugal        | Total club    | Total club    | 18    | 2     | 0                | 0                | 0                     | 0                     | 18    | 2     |
| F. C. Porto Portugal            | 1.ª           | 2013-14       | 14    | 2     | 3                | 0                | 3                     | 0                     | 20    | 2     |
| F. C. Porto Portugal            | 1.ª           | 2014-15       | 5     | 0     | 5                | 0                | 3                     | 0                     | 13    | 0     |
| F. C. Porto Portugal            | 1.ª           | 2017-18       | 27    | 2     | 9                | 0                | 7                     | 0                     | 43    | 2     |
| F. C. Porto Portugal            | Total club    | Total club    | 46    | 2     | 17               | 0                | 13                    | 0                     | 76    | 4     |
| O. G. C. Niza Francia           | 1.ª           | 2015-16       | 26    | 0     | 1                | 0                | —                     | —                     | 27    | 0     |
| O. G. C. Niza Francia           | 1.ª           | 2016-17       | 24    | 2     | 1                | 0                | 5                     | 0                     | 30    | 2     |
| O. G. C. Niza Francia           | Total club    | Total club    | 50    | 2     | 2                | 0                | 5                     | 0                     | 57    | 2     |
| Leicester City F. C. Inglaterra | 1.ª           | 2018-19       | 35    | 2     | 2                | 0                | —                     | —                     | 37    | 2     |
| Leicester City F. C. Inglaterra | 1.ª           | 2019-20       | 28    | 3     | 5                | 1                | 0                     | 0                     | 33    | 4     |
| Leicester City F. C. Inglaterra | 1.ª           | 2020-21       | 15    | 0     | 2                | 0                | 2                     | 0                     | 19    | 0     |
| Leicester City F. C. Inglaterra | 1.ª           | 2021-22       | 14    | 1     | 4                | 0                | 6                     | 1                     | 24    | 2     |
| Leicester City F. C. Inglaterra | 1.ª           | 2022-23       | 10    | 1     | 1                | 0                | —                     | —                     | 11    | 1     |
| Leicester City F. C. Inglaterra | 2.ª           | 2023-24       | 39    | 3     | 6                | 1                | —                     | —                     | 45    | 4     |
| Leicester City F. C. Inglaterra | 1.ª           | 2024-25       | 2     | 0     | 2                | 0                | —                     | —                     | 4     | 0     |
| Leicester City F. C. Inglaterra | Total club    | Total club    | 143   | 10    | 22               | 2                | 8                     | 1                     | 173   | 13    |
| Total carrera                   | Total carrera | Total carrera | 287   | 18    | 49               | 8                | 26                    | 1                     | 362   | 27    |

## Palmarés

### Campeonatos nacionales
| Título                | Club                 | País       | Año     |
| --------------------- | -------------------- | ---------- | ------- |
| Copa de Portugal      | Vitória de Guimarães | Portugal   | 2012-13 |
| Supercopa de Portugal | F. C. Porto          | Portugal   | 2013    |
| Primeira Liga         | F. C. Porto          | Portugal   | 2017-18 |
| FA Cup                | Leicester City F. C. | Inglaterra | 2020-21 |
| Community Shield      | Leicester City F. C. | Inglaterra | 2021    |
| EFL Championship      | Leicester City F. C. | Inglaterra | 2023-24 |